# Gárdonyi kistérség

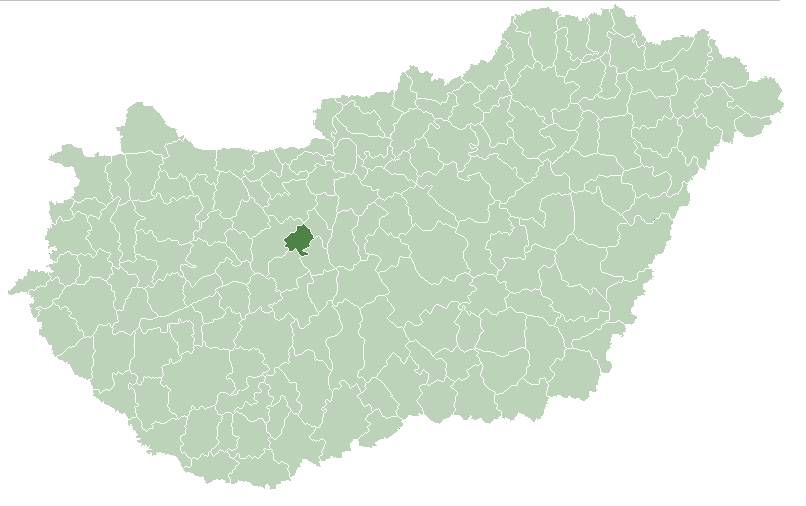
A Gárdonyi kistérség

A Gárdonyi kistérség kistérség Fejér megyében, központja Gárdony.

## Települései
| Gárdony | Kápolnásnyék | Nadap | Pákozd      | Pázmánd       |
| Sukoró  | Velence      | Vereb | Zichyújfalu | Szabadegyháza |

## Fekvése
A Gárdonyi kistérség Fejér megye keleti részén található, a Mezőföld északi határán. A kistérségben található a Velencei-tó és a Velencei-hegység.
A kistérség fontosabb közútjai a 7-es főút és az M7-es autópálya. A kistérséget két vasútvonal érinti: a  Budapest–Martonvásár–Székesfehérvár-vasútvonal valamint a Pusztaszabolcs–Székesfehérvár-vasútvonal.

## Története
2007-ben került át Vereb a Székesfehérvári kistérségből a Gárdonyi kistérségbe. 

## Nevezetességei
- Velencei-tó
- Velencei-hegység
- Angelika-forrás
- Szintezési ősjegy (Nadap)
- Gárdonyi Géza Emlékház
- A pákozdi csata és a Don-kanyarban elesett katonák emlékműve (Pákozd)
- Pákozdi bronzkori földvár maradványai
- Sukorói arborétum
- Zichyújfalui Zichy-kastély

## Programjai
A Gárdonyi Kistérségben illetve a Velencei-tó környékén szerveződő programok gyűjtőhelye az interneten a LakeVelence portál.

### Külső hivatkozások
- Hivatalos honlap
- Gárdonyi kistérség – kistérségi helyzetkép, VÁTI, 2006
- LakeVelence.com
- Gárdony Város Önkormányzatának Honlapja